# Philippe Tchamitchian
Philippe Tchamitchian (* 1957) ist ein französischer Mathematiker, der sich mit Analysis befasst.
Tchamitchian studierte 1977 bis 1982 an der École normale supérieure de Saint-Cloud mit der Agrégation 1980 und wurde 1983 an der Universität Paris-Süd bei Yves Meyer promoviert. 1990 habilitierte er sich an der Universität Aix-Marseille. Ab 1991 wurde er dort maître de conférences und später Professor. 1995 bis 1999 leitete er dort das Labor für Reine und Angewandte Mathematik. 2005 bis 2008 war er Präsident der Universität Paul-Cézanne-Aix-Marseille 3 und war 2009 bis 2011 provisorischer Administrator der Universität Sud Toulon-Var. Danach war er in leitender Funktion in der französischen Evaluationsorganisation für Forschung und Universitätslehre AERES und danach in HCERES (Haut Conseil de l'évaluation de la recherche et de l'enseignement supérieur). 2016 wurde er Präsident der Comue (Communauté d'universités et établissements) Université Paris Est.
2002 löste er mit Pascal Auscher, Michael T. Lacey, Alan McIntosh und Steve Hofmann das seit 1953 offene Kato-Wurzelproblem für elliptische Differentialoperatoren.
Außerdem befasst er sich mit Harmonischer Analysis, singulären Integraloperatoren und Wavelet-Transformationen.